# Arthur Wilmurt
Arthur Ranous Wilmurt (* 27. Dezember 1906 in New York City; † 17. Oktober 1994 in Pittsburgh, Pennsylvania) war Bühnenautor, Theaterwissenschaftler und Übersetzer.

## Werdegang
Er absolvierte das Amherst College und die Yale University. In Amherst hat er Beiträge in einem studentischen Kunst- und Literaturmagazin veröffentlicht.

## Verfasser von Bühnenwerken
- Guest Room. 1931.[2][3]
- Lottie Gathers No Moss. 1931.[4]
- Who was that Lady? 1944.

- Mildred Go Home. A comedy in two acts, 1966.[5]

- Young Couple Wanted.[6][7][8] Die Uraufführung war im New Yorker Maxine Elliot's Theater.[9]

## Lehrer
Wilmurt wirkte zunächst, ab 1948, als Professor an der University of Oklahoma; später wechselte er an das Carnegie Institute of Technology. Er unterrichtete ebenso am Neighborhood Playhouse Studio im Jahr 1932, als Choreografin Martha Graham auch dort unterrichtete.

## Lehrbücher und Aufsätze
- A Primer of Playwriting. Kenneth Macgowan. Von Arthur Wilmurt überarbeitet. 1952.
- Gemeinsam mit Allardyce Nicoll, World drama from Aeschylus to Anouilh, mehrfach aufgelegt.
- Invention in Playwriting, Aufsatz.[11]

## Übersetzer ins Englische
- Andre Obey: Noah. Erlebte 16 Auflagen.[12]
- Plautus, The Merchant.[13][14]

## Bühnenbildner
Für das 1931 an der Yale University inszenierte Stück People on the Hill entwarf er das Bühnenbild.

## Schauspieler
Er trat selbst in Theaterstücken auf, wie 1966 in der Inszenierung des Pittsburgh Playhouse von Graham Greenes The Complaisant Lover. Wilmurt spielte die Rolle des William Howard.

## Familie
Er war mit Zelda Nona Wilmurt (1914–2005), der Enkeltochter von Opernsängerin Ernestine Schumann-Heink verheiratet. Zelda befasste sich mit TV-Sendungen, die sie "dramatized cooking" nannte. In der Werbung dafür wurde es als "Piittsburgh's only live cooking show" beschrieben.